# Norveška na Svetovnem prvenstvu v hokeju na ledu 2009
Norveška na Svetovnem prvenstvu v hokeju na ledu 2009 ED, ki je potekalo med 24. aprilom in 10. majem 2009 v švicarskih mestih Bern in Kloten. 

## Postava
- Selektor: Roy Johansen (pomočnik: Knut Jorgen Stubdal)
- Vratarji: Ruben Smith, Pål Grotnes, Andre Lysenstøen
- Branilci: Juha Kaunismäki, Jonas Holøs, Tommy Jakobsen (kapetan), Mats Trygg, Lars Erik Lund, Alexander Bonsaksen, Anders Myrvold
- Napadalci: Mads Hansen, Marius Holtet, Lars Erik Spets, Peter Lorentzen, Per-Åge Skrøder, Anders Bastiansen, Morten Ask, Martin Røymark, Kristian Forsberg, Tore Vikingstad, Martin Laumann Ylven, Patrick Thoresen, Mats Zuccarello Aasen

## Tekme

### Skupinski del
| 25. april 2009 | Norveška | 0 – 5 | Finska | Schluefweg, Kloten |

| Poročilo tekme | Poročilo tekme | Poročilo tekme         | Poročilo tekme                                                                                                  | Poročilo tekme                                                  |
| -------------- | -------------- | ---------------------- | --- | --------------------------------------------------------------- |
| Začetek: 16:15 |                | ( 0 – 3, 0 – 1, 0 – 1) | 13:44 (PP1) A. Miettinen 16:19 (PP1) J. Immonen 19:58 (PP1) N. Kapanen 34:20 M. Pyörälä 44:10 (PP1) M. Lehtonen | Gledalci: 5.269 Sodnika: Vladimir Baluska Sodnika: Peter Orszag |

| 27. april 2009 | Češka | 5 – 2 | Norveška | Schluefweg, Kloten |

| Poročilo tekme | Poročilo tekme                                                                         | Poročilo tekme         | Poročilo tekme                              | Poročilo tekme                                                    |
| -------------- | -------------------------------------------------------------------------------------- | ---------------------- | ------------------------------------------- | ----------------------------------------------------------------- |
| Začetek: 16:15 | J. Marek 05:20 P. Čajánek (PP1) 09:35 J. Vašíček 12:19 M. Blaťák 32:34 J. Klepiš 51:14 | ( 3 – 0, 1 – 2, 1 – 0) | 21:49 T. Jakobsen 21:49 M. Zuccarello Aasen | Gledalci: 3.583 Sodnika: Sören Persson Sodnika: Marcus Vinnerborg |

| 29. april 2009 | Danska | 4 – 5 (OT) | Norveška | Schluefweg, Kloten |

| Poročilo tekme | Poročilo tekme                                                            | Poročilo tekme                | Poročilo tekme | Poročilo tekme                                                     |
| -------------- | ------------------------------------------------------------------------- | ----------------------------- | --- | ------------------------------------------------------------------ |
| Začetek: 16:15 | A. Sundberg 04:56 J. Damgaard 09:33 M. Green 21:02 D. Nielsen (PP1) 46:22 | ( 2 – 2, 1 – 1, 1 – 1, 0 - 1) | 05:40 P. Thoresen 13:50 (SH1) A. Bastiansen 36:18 (PP1) T. Vikingstad 44:51 (PP1) M. Zuccarello Aasen 61:11 T. Jakobsen | Gledalci: 4.496 Sodnika: Vjačeslav Bulanov Sodnika: Rafail Kadirov |

### Kvalifikacijski krog
| 30. april 2009 | Belorusija | 3 – 2 (OT) | Norveška | Schluefweg, Kloten |

| Poročilo tekme | Poročilo tekme                                                | Poročilo tekme                | Poročilo tekme                         | Poročilo tekme                                                    |
| -------------- | ------------------------------------------------------------- | ----------------------------- | -------------------------------------- | ----------------------------------------------------------------- |
| Začetek: 16:15 | A. Ugarov (PP1) 22:45 M. Grabovski (PP1) 41:51 R. Salei 64:35 | ( 0 – 1, 1 – 1, 1 – 0, 1 - 0) | 06:15 P. Thoresen 20:38 (PP1) M. Trygg | Gledalci: 3.374 Sodnika: Daniel Piechaczek Sodnika: Thomas Sterns |

| 3. maj 2009 | Norveška | 1 – 5 | Kanada | Schluefweg, Kloten |

| Poročilo tekme | Poročilo tekme                  | Poročilo tekme         | Poročilo tekme                                                                             | Poročilo tekme                                              |
| -------------- | ------------------------------- | ---------------------- | ------------------------------------------------------------------------------------------ | ----------------------------------------------------------- |
| Začetek: 16:15 | M. Zuccarello Aasen (PP1) 12:53 | ( 1 – 3, 0 – 2, 0 – 0) | 04:40 (PP1) M. Lombardi 17:08 D. Hamhuis 18:03 S. Stamkos 20:37 J. Spezza 32:07 D. Doughty | Gledalci: 4.023 Sodnika: Rick Looker Sodnika: Sören Persson |

| 4. maj 2009 | Slovaška | 3 – 2 (OT) | Norveška | Schluefweg, Kloten |

| Poročilo tekme | Poročilo tekme                                            | Poročilo tekme                | Poročilo tekme                                   | Poročilo tekme                                               |
| -------------- | --------------------------------------------------------- | ----------------------------- | ------------------------------------------------ | ------------------------------------------------------------ |
| Začetek: 16:15 | Š. Ružička (PP1) 07:22 P. Smrek 09:09 L. Nagy (PP1) 62:07 | ( 2 – 0, 0 – 1, 0 – 1, 1 - 0) | 27:21 (PP1) A. Bastiansen 45:27 (PP1) L. E. Lund | Gledalci: 2.901 Sodnika: Rafail Kadirov Sodnika: Rick Looker |

## Seznam reprezentantov s statistiko

### Vratarji
| #  | Igralec          | OT | OMIN | PG | PGT  | KM | PPPG | PSHG |
| 30 | Ruben Smith      | 2  | 0    | 0  | 0    | 0  | 0    | 0    |
| 33 | Pål Grotnes      | 6  | 242  | 16 | 3,97 | 0  | 8    | 0    |
| 34 | André Lysenstøen | 4  | 126  | 9  | 4,29 | 0  | 3    | 0    |
| -- | ---------------- | -- | ---- | -- | ---- | -- | ---- | ---- |

### Drsalci
| #  | Igralec               | OT | DG | DA | TOČ | DGT  | DAT  | DPPG | DPPGT | DSHG | DSHGT | KM |
| 5  | Juha Kaunismäki       | 6  | 0  | 0  | 0   | 0    | 0    | 0    | 0     | 0    | 0     | 4  |
| 6  | Jonas Holøs           | 6  | 0  | 0  | 0   | 0    | 0    | 0    | 0     | 0    | 0     | 2  |
| 7  | Tommy Jakobsen        | 6  | 2  | 1  | 3   | 0,33 | 0,17 | 0    | 0     | 0    | 0     | 10 |
| 8  | Mads Hansen           | 6  | 0  | 0  | 0   | 0    | 0    | 0    | 0     | 0    | 0     | 12 |
| 9  | Marius Holtet         | 2  | 0  | 0  | 0   | 0    | 0    | 0    | 0     | 0    | 0     | 0  |
| 10 | Lars Erik Spets       | 6  | 0  | 1  | 1   | 0    | 0,17 | 0    | 0     | 0    | 0     | 2  |
| 14 | Peter Lorentzen       | 6  | 0  | 0  | 0   | 0    | 0    | 0    | 0     | 0    | 0     | 0  |
| 19 | Per-Åge Skrøder       | 6  | 0  | 2  | 2   | 0    | 0,33 | 0    | 0     | 0    | 0     | 4  |
| 20 | Anders Bastiansen     | 6  | 2  | 1  | 3   | 0,33 | 0,17 | 1    | 0,17  | 1    | 0,17  | 0  |
| 21 | Morten Ask            | 6  | 0  | 2  | 2   | 0    | 0,33 | 0    | 0     | 0    | 0     | 10 |
| 22 | Martin Røymark        | 6  | 0  | 0  | 0   | 0    | 0    | 0    | 0     | 0    | 0     | 0  |
| 23 | Mats Trygg            | 6  | 1  | 0  | 1   | 0,17 | 0    | 1    | 0,17  | 0    | 0     | 6  |
| 26 | Kristian Forsberg     | 6  | 0  | 0  | 0   | 0    | 0    | 0    | 0     | 0    | 0     | 4  |
| 29 | Tore Vikingstad       | 6  | 1  | 3  | 4   | 0,17 | 0,5  | 1    | 0,17  | 0    | 0     | 10 |
| 35 | Martin Laumann Ylven  | 6  | 0  | 0  | 0   | 0    | 0    | 0    | 0     | 0    | 0     | 6  |
| 36 | Lars Erik Lund        | 6  | 1  | 1  | 2   | 0,17 | 0,17 | 1    | 0,17  | 0    | 0     | 0  |
| 41 | Patrick Thoresen      | 6  | 2  | 0  | 2   | 0,33 | 0    | 0    | 0     | 0    | 0     | 6  |
| 47 | Alexander Bonsaksen   | 6  | 0  | 0  | 0   | 0    | 0    | 0    | 0     | 0    | 0     | 4  |
| 48 | Mats Zuccarello Aasen | 6  | 3  | 0  | 3   | 0,5  | 0    | 3    | 0,5   | 0    | 0     | 8  |
| 54 | Anders Myrvold        | 6  | 0  | 1  | 1   | 0    | 0,17 | 0    | 0     | 0    | 0     | 12 |
| -- | --------------------- | -- | -- | -- | --- | ---- | ---- | ---- | ----- | ---- | ----- | -- |